# النصارية
قرية النصارية هي إحدى القرى التابعة لمركز ابشواى في محافظة الفيوم في جمهورية مصر العربية. حسب إحصاءات سنة 2006، بلغ إجمالي السكان في النصارية 22440 نسمة، منهم 11601 رجل و10839 امرأة.